# Мамант
Ма́мант Кесари́йский (Каппадоки́йский) (греч. Μάμας, Μάμαντος, ок. 275) — христианский мученик.

## Биография

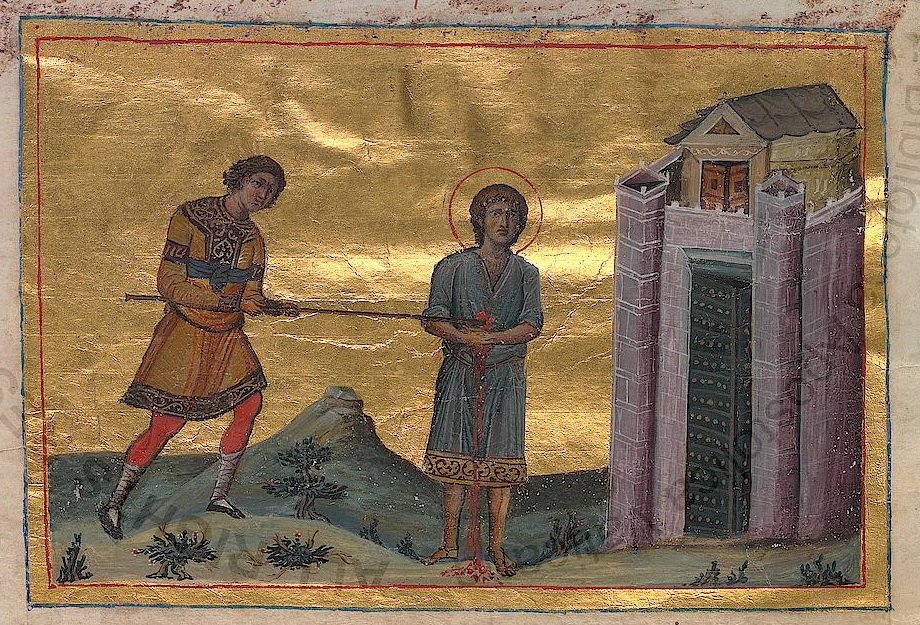
Мученичество Маманта Кесарийского. Константинополь. 985 г. Миниатюра Минология Василия II. Ватиканская библиотека. Рим.

Родился от знатных родителей — Феодота и Руфины. За исповедание христианства они были брошены в темницу в Кесарии Каппадокийской (Малая Азия). Вскоре умер отец святого, а во время родов — и мать.
Младенца воспитала одна благочестивая вдова. Ещё в юные годы Мамант обратил ко Христу многих своих сверстников, за что и был подвергнут жестоким мучениям. Его приговорили к утоплению в море. Однако, согласно верованиям христиан, ангел Господень чудесным образом освободил его и привёл на гору близ Кесарии,где Мамант устроил себе келью, в которой проводил молитвенную жизнь среди диких зверей, не трогавших святого. Молва о нём росла, и его вновь арестовали. В темнице, куда св. Мамант был заключен, умирали от голода сорок узников. Христиане верят, что по молитве святого влетевший в окно голубь принёс всем пищу, а ночью двери темницы сами отворились, и узники вышли на свободу. Сам же св. Мамант желал отдать жизнь за Христа и продолжал смиренно ожидать своей участи. Его вывели на арену цирка и выпустили диких зверей, но они не только не тронули святого, а даже стали ласкаться к нему. Тогда один из языческих жрецов поразил святого мученика трезубцем.

## Почитание
Русские люди называли св. Маманта «Мамонтием-овчарником» и считали его покровителем овец и коз. Мысль об этом покровительстве св. Маманта вышла из сказания о его жизни. В Прологе замечается, что когда св. Мамант жил в пустыни, то ему особенную услугу оказывали дикие козы. Они сами приходили к нему, однако, он не только доил их, но и готовил сыры, которыми впоследствии питался и которыми торговал, раздавая вырученные деньги бедным и неимущим. Это сказание Пролога вошло и в живопись. В подлиннике Долотова XVIII века, при определении типа священномученика Маманта, указываются следующие характеристические подробности: «…около него олени, и дикие козы, и прочие звери».
Память мученику Маманту отмечается 2 (15) сентября.

## Интересные факты
В «Повести временных лет» сказано, что во времена Олега Вещего русы останавливались в Цареграде при церкви святого Мамонта (др.-рус. и церк.-слав. святаго Мамы). По другим данным, имя Святого Маманта носила бухта на Босфоре, где русским было разрешено разгружать свои корабли.